# توبیاس کلمنس
 توبیاس کلمنس (انگلیسی: Tobias Clemens؛ زاده ۱۴ اوت ۱۹۷۹) یک تنیس‌باز اهل آلمان است.